# Гутьеррес, Эдуардо (футболист)
Эдуа́рдо Гутье́ррес Вальди́вия (исп. Eduardo Gutiérrez Valdivia; 2 сентября 1922, Боливия — неизвестно) — боливийский футболист, вратарь. Старший брат Бениньо Гутьерреса.

## Клубная карьера
Большую часть своей футбольной карьеры Эдуардо Гутьеррес провёл в составе клуба «Ингави», в 1949 году выступал за клуб «Олвейс Реди».

## Карьера в сборной
В 1947 году дебютировал за сборную Боливии. В том же году Гутьеррес впервые принял участие в Чемпионате Южной Америки, в рамках которого выходил на поле в четырёх матчах против Аргентины, Парагвая, Перу и Чили, а Боливия заняла седьмое, предпоследнее место. В 1949 году во второй раз попал в состав сборной на Чемпионат Южной Америки, где Боливия заняла четвертое место, а Гутьеррес сыграл в пяти турнирных матчах против Чили, Бразилии, Перу, Парагвая и Колумбии.
В 1950 году принял участие в чемпионате мира, где сыграл в одном матче против Уругвая, закончившемся разгромом со счётом 0:8.
В 1953 году был включён в заявку сборной на Чемпионат Южной Америки, где Боливия заняла шестое, предпоследнее место, а Гутьеррес сыграл во всех пяти матчах турнира против Перу, Уругвая, Бразилии, Эквадора и Парагвая. Всего в 1947—1953 годах он провёл в составе сборной 20 игр.